# Rosiglitazone
La rosiglitazone, commercialisée sous le nom d'Avandia (r), fait partie d'une classe d'antidiabétique oral apparue sur le marché  en 2002 : les thiazolidinediones.

Son autorisation de mise sur le marché (AMM) a été suspendue en France et en Europe en septembre 2010 en raison d'importants risques cardiovasculaires. Aux États-Unis, son utilisation a été fortement restreinte par la Food and Drug Administration (FDA) pour les mêmes raisons.

## Mode d'action
Le mode d'action diffère des autres antidiabétiques. La rosiglitazone agit sur le récepteur PPAR gamma, ce qui induit une augmentation de la sensibilité des cellules à l'insuline, et donc une meilleure utilisation de cette dernière. La rosiglitazone agit sur les adipocytes (cellules graisseuses), les hépatocytes (cellules du foie) et les cellules musculaires.

## Efficacité
Ainsi l'hémoglobine glyquée (HbA1c), principal indicateur de la gravité du diabète, peut être réduit de façon sensible. Au cours des essais cliniques, la rosiglitazone a augmenté le HDL-cholestérol et le LDL-cholestérol. La Haute Autorité de santé (HAS) française n’a retrouvé aucune donnée sur la capacité de cette molécule à prévenir ou stabiliser la microangiopathie diabétique.
La rosiglitazone permettrait de diminuer sensiblement le risque du sujet pré-diabétique d'évoluer vers un diabète vrai.

## Effets indésirables et retrait du marché européen
La rosiglitazone n'entraîne pas d'hypoglycémie sauf en association avec les sulfamides hypoglycémiants.
Elle ne peut pas être prescrite aux patients insuffisants cardiaques quel qu'en soit le degré (classe I à IV de la NYHA, en raison de la rétention hydro-sodée et d'une augmentation de la perméabilité capillaire pulmonaire) ou aux insuffisants hépatiques ni en cas de grossesse. Elle est souvent associée à d'autres antidiabétiques oraux.

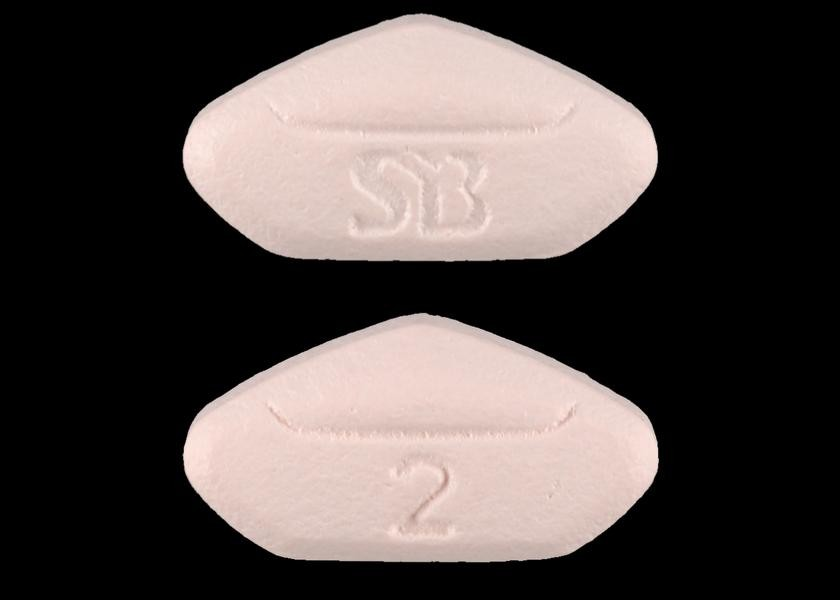
Comprimé 2 mg d'Avandia américain

En mai 2007, une méta-analyse démontrait que le risque d'infarctus du myocarde était 43 pour cent plus élevé chez les patients prenant de la rosiglitazone, avec une augmentation du risque de décès cardio-vasculaire contrairement à une précédente évaluation. À ce moment, Glaxo a émis un communiqué, approuvé par le ministère fédéral de la Santé, qui affirmait que les patients qui prenaient de l'Avandia ne devraient pas cesser de le faire sans tout d'abord consulter leur médecin.
Des chercheurs de l’Institut de Sciences Cliniques Évaluatives de Toronto ont mené une étude à partir de la base de données de l’assurance-maladie de l’Ontario, incluant 159 026 diabétiques âgés d’au moins 66 ans, suivis en moyenne pendant 3,8 ans, jusqu’en mars 2006, évaluant les risques d’infarctus du myocarde, d’insuffisance cardiaque congestive et de décès. Les patients traités par thiazolidinediones ont des risques accrus de 60 % d’insuffisance cardiaque congestive, de 40 % d’infarctus du myocarde, de 29 % de décès, en comparaison avec des patients traités par d’autres antidiabétiques. « les risques des thiazolidinediones l’emportent sur les bénéfices, même chez les patients qui n’avaient pas de maladies cardio-vasculaires évidentes au départ », disent les chercheurs. Le risque de décès est augmenté par les thiazolidinediones non seulement en monothérapie, mais aussi en thérapie combinée (avec d’autres antidiabétiques). Cela accentue la relation de cause à effet avec cette classe de médicaments et contraste avec la diminution de la morbi-mortalité induite par les autres antidiabétiques. En outre, même une utilisation passée de TZD accroît le risque de décès. Les diabétiques traités par TZD avaient une mortalité augmentée toutes causes confondues, c’est-à-dire non seulement par infarctus du myocarde ou insuffisance cardiaque congestive. Enfin, la mortalité des diabétiques de cette cohorte était indépendante de l’état cardiovasculaire avant le début du traitement ou de la durée du diabète. Ce qui veut dire que des diabétiques qui n’avaient pas de symptômes cardiovasculaires et/ou qui avaient un diabète récent, donc a priori sans complications, ont pu tout autant subir ce type d’effets indésirables des TZD ou décéder. Aucun sous-groupe n’a été protégé des effets indésirables d’Avandia et d’Actos.
Ces faits ont remis en cause pour les autorités l'intérêt de cette molécule, jusqu'à plus amples études. Cette majoration du risque est peut-être liée à la classe des thiazolidinediones, mais d'autres molécules de cette dernière semblent ne pas compromettre le système cardio-vasculaire ,.
Plusieurs sociétés savantes émettent, en 2008, des avis défavorables quant à la poursuite de l'utilisation de cette molécule.
Cela aboutit à la suspension de l'AMM en Europe en septembre 2010. Son indication est seulement restreinte aux États-Unis, aux cas d'inefficacité des autres antidiabétiques oraux et sous surveillance (constitution d'un registre). Une nouvelle étude, datée de 2009, ne retrouve pas la surmortalité cardiaque, à la suite de quoi, la FDA demande l'allègement des restrictions d'emploi en novembre 2013.
En juillet 2010, GSK a même été soupçonné d'avoir tenté de dissimuler un certain nombre d'effets indésirables.